# Ehrharta capensis
Ehrharta capensis là một loài thực vật có hoa trong họ Hòa thảo. Loài này được Thunb. mô tả khoa học đầu tiên năm 1779.